# Josefine Rumpf
Josefine Rumpf geb. Fleck (* 28. Februar 1901 in Frankfurt am Main; † 3. Oktober 1983 ebenda) war eine deutsche Bibliothekarin.

## Leben und Wirken
Josefine Rumpf studierte ab 1921 Germanistik, Anglistik und Kunstgeschichte und promovierte 1925 an der Universität Frankfurt/M; im Sommersemester 1922 studierte sie an der Universität Heidelberg. Eine lange freundschaftliche Beziehung verband sie mit ihrem Mitstudenten Theodor W. Adorno. Von 1926 bis 1928 arbeitete sie als Volontärin an der Stadtbücherei Frankfurt/M, dann wechselte sie 1928 an die Bibliothek des Freien Deutschen Hochstifts. Das Examen für den mittleren Dienst an wissenschaftlichen Bibliotheken und Volksbüchereien absolvierte sie im März 1930. Die Bibliothek des Freien Deutschen Hochstifts in Frankfurt/M. leitete sie bis zum Eintritt in den Ruhestand im Jahre 1974. 

## Schriften (Auswahl)
- Die Beziehungen der auf Goethe, Kant und Fichte folgenden Generationen zu Italien. Ein Beitrag zur Geschichte der Romantik. Dissertation Universität Frankfurt/M. 1925 (u.d. Namen Josefine Fleck).

- Die literarisch-künstlerischen Beziehungen der deutschen Romantiker zu Italien. In: Italien. Monatsschrift für Kultur, Kunst und Literatur, Bd. 3 (1930), S. 406–412.
- Der Einfluss des Italienerlebnisses auf die Entwicklung der deutschen Wissenschaft im frühen 19. Jahrhundert. In: Germanisch-romanische Monatsschrift, Bd. 19 (1931).

- (Hrsg.): Stunden bei Frau Aja. Hirt, Breslau 1931.

- Ein unbekanntes Märchen der Anna Amalia. In: Goethe-Kalender auf das Jahr ...., Bd. 25 (1932), S. 96–105.

- Italienische Kultur in Frankfurt am Main im 18. Jahrhundert (= Veröffentlichungen des Petrarca-Hauses, Reihe 1. Abhandlungen, Bd. 2). Deutsche Verlagsanstalt, Köln 1936.

- Neue Silhouetten aus dem Goethe-Kreis. In: Goethe-Kalender auf das Jahr ..., Bd. 30 (1938), S. 186–196.

- Heinrich Mylius. Ein Mittler zwischen Weimar und Italien. In: Goethe-Kalender auf das Jahr ..., Bd. 35 (1942), S. 192–243.

- (mit Ernst Beutler): Bilder aus dem Frankfurter Goethe-Museum. Verlag Der goldene Brunnen, Frankfurt a. M. 1949.

- Unbekannte Goethe-Briefe aus dem Besitz des Freien Deutschen Hochstifts. In: Jahrbuch des Freien Deutschen Hochstifts, Jg. 1967, S. 1–56.

- (Mitarb.): Alfons Paquet / Die Frankfurterin. 2. Aufl. Kramer, Frankfurt am Main 1970.